# Euphorbia erythrocephala
Euphorbia erythrocephala är en törelväxtart som beskrevs av Peter René Oscar Bally och Milne-redh.. Euphorbia erythrocephala ingår i släktet törlar, och familjen törelväxter. Inga underarter finns listade i Catalogue of Life.